# سیمز ۶۸۶۰
سیارک ۶۸۶۰ (به انگلیسی: 6860 Sims، نامگذاری:1991CS1) شش هزار و هشتصد و شصتمین سیارک کشف شده‌است که در ۱۱ فوریه ۱۹۹۱ کشف شد.
قدر مطلق سیارک برابر ۱۲٫۷۰ است.